# 쿠즈마

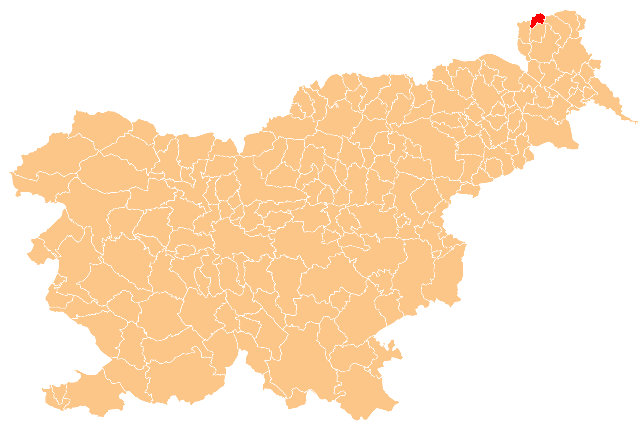
쿠즈마의 위치

쿠즈마(슬로베니아어: Kuzma, 헝가리어: Kuzma 쿠즈머[*])는 슬로베니아의 도시로 면적은 22.9km2, 높이는 218m, 인구는 1,683명(2002년 기준), 인구 밀도는 73.5명/km2이다.